# دین فه د
دین فه دِ (۹۷۴–۱۰۰۱؛ به معنای "امپراتور برکنار شده خاندان دین") دومین و همچنین آخرین امپراتور سلسله دین بود. نام تولد او دین توآن (丁璿) یا دین توئه (丁穗) بود. او پسر دین تین هوانگ و ملکه معروف او زوونگ وِن نگا بود (دین بو لین عنوان ملکه را به پنج همسر خود اعطا کرد). در سال ۹۸۰، نایب السلطنه له هوان با حمایت مادر دین فه دِ "امپراتریس زوونگ وِن نگا" به تخت نشست تا کشور را در برابر تهاجم سلسله سونگ رهبری کند. دین فه د در ۲۰ سالگی عنوان پادشاه نگهبان (Vệ Vương) را دریافت کرد و در سن ۲۷ سالگی در نبرد کشته شد.

## سال‌های اولیه
دین فه د در سال ۹۷۴ در هوآ لو با نام تولد دین توآن (丁璿) یا دین تو (丁穗) متولد شد. او دومین پسر دین بو لین پس از دین لین و قبل از دین هانگ لانگ بود. پس از اینکه دین بو لین، دین هانگ لانگ را به عنوان ولیعهد منصوب کرد، دین لین که خشمگین شده بود برادر کوچکترش را کشت. با این حال، او [دین فه د] به این دلیل توانست بر تخت سلطنت بنشیند که یک مقام دون پایه به نام دو تیک رؤیای به سلطنت رسیدن خویش را در خواب دید و بر این اساس دین بو لین و دین لین را ترور کرد.
بنابراین دین توآن تبدیل به آخرین وارث دین بو لین شد و در سن شش سالگی بر تخت سلطنت نشست.

## سلطنت کوتاه مدت
بر تخت نشستن او در دوران خردسالی اتفاق افتاد که او را تبدیل به یک امپراتور بدون قدرت کرد. تمام قدرت در اختیار نایب السلطنه له هوان که چند ماه بعد بنیان‌گذار سلسله له شد، بود. در دوران سلطنت کوتاه مدت وی حوادثی در دربار رخ داد. دو مقام دربار به نام دین دی‌اِن و نگوین باک می‌ترسیدند که له هوان با قدرتی که کسب کرده است به زودی سلسله دین را براندازد. همچنین آنها به این موضوع شک داشتند که له هوان و ملکه دواگر زوونگ وِن نگا دارای روابط نامشروع با یکدیگر باشند. آنها علیه له هوان دست به شورش زدند اما شورش آنها به سرعت سرکوب شد.
نگو نیات خان همسر شاهزاده فات کیم (خواهر دین فه د) به چامپا فرار کرد و پادشاه چامپا، پارامشواروارمان یکم، را متقاعد کرد که یک ناوگان دریایی برای حمله به هوا لو، پایتخت سلسله دین بفرستد. با این حال، زمانی که طوفان غافلگیرکننده بسیاری از کشتی‌ها را غرق کرد، این کارزار با فاجعه به پایان رسید. : ۵۶ 

## تهدید مهاجمان
در سال ۹۸۰، پس از شنیدن خبر مرگ دین بو لین، امپراتور سونگ ارتش خود را برای حمله به دای کو ویت (نام ویتنام در زمان سلسله دین) اعزام کرد. در پاسخ، ملکه دواگر زوونگ وِن نگا و دربار به اتفاق آرا له هوان را به عنوان امپراتور دای کو ویت بر تخت سلطنت نشاندند، زیرا امپراتور فعلی خیلی جوان بود. پس از دو نبرد با ارتش سونگ، له هوان (معروف به امپراتور لِه دای هان) مهاجمان را از قلمرو خود بیرون کرد. به این ترتیب، سلطنت دین توآن به پایان رسید و سلسله دین در سال ۹۸۰ سقوط کرد.

## سال‌های آخر
پس از خلع شدن به دین توآن لقب پادشاه نگهبان (Vệ Vương) داده شد. در سال ۱۰۰۱، هنگام سرکوب شورش کو لانگ در استان تان هوا، او مورد اصابت یک تیر قرار گرفت و در سن ۲۷ سالگی درگذشت.
امروزه کتب تاریخی لقب «دین فه دِ» را به او داده‌اند که به معنای «امپراتور برکنار شده خاندان دین» است.